# Serie A 2010/2011
Soutěžní ročník Serie A 2010/11 byl 109. ročník nejvyšší italské fotbalové ligy a 79. ročník od založení Serie A. Soutěž začala 28. srpna 2010 a skončila 22. května 2011. Účastnilo se jí opět 20 týmů z toho 17 se kvalifikovalo z minulého ročníku. Poslední tři týmy předchozího ročníku, jimiž byli Atalanta BC, AC Siena a poslední tým ročníku - AS Livorno Calcio, sestoupily do druhé ligy. Opačným směrem putovaly US Lecce (vítěz druhé ligy, AC Cesena a Brescia Calcio, která po obsazení 3. místa v ligové tabulce, zvítězila v play-off.
Titul v soutěži obhajoval opět FC Inter Milán, který v minulém ročníku získal již 18. prvenství v soutěži a popáté v řadě.

## Přestupy hráčů
| Jméno               | odkud           | kam             | cena           |  |
| ------------------- | --------------- | --------------- | -------------- |  |
| Mario Balotelli     | FC Inter Milán  | Manchester City | 29 500 000 eur |  |
| Aleksandar Kolarov  | SS Lazio        | Manchester City | 23 860 000 eur |  |
| Andrea Ranocchia    | Janov CFC       | FC Inter Milán  | 18 500 000 eur |  |
| Giampaolo Pazzini   | UC Sampdoria    | FC Inter Milán  | 18 000 000 eur |  |
| Robinho             | Manchester City | AC Milán        | 18 000 000 eur |  |
| Diego               | Juventus FC     | VfL Wolfsburg   | 15 500 000 eur |  |
| Leonardo Bonucci    | AS Bari         | Juventus FC     | 15 500 000 eur |  |
| Miloš Krasić        | CSKA Moskva     | Juventus FC     | 15 000 000 eur |  |
| Klaas-Jan Huntelaar | AC Milán        | FC Schalke 04   | 14 000 000 eur |  |
| Hernanes            | São Paulo FC    | SS Lazio        | 13 500 000 eur |  |

## Složení ligy v tomto ročníku
| Klub                | Město     | Stadión                | Kapacita | Trenér                                                                          | 2009/10          |
| ------------------- | --------- | ---------------------- | -------- | ------------------------------------------------------------------------------- | ---------------- |
| AS Bari             | Bari      | San Nicola             | 58 270   | Gian Piero Ventura (do 10.2. 2011) Bortolo Mutti                                | 10.              |
| Bologna FC 1909     | Bologna   | Renato Dall'Ara        | 39 444   | Pietro Magnani (do 29.8. 2010) Alberto Malesani                                 | 17.              |
| Brescia Calcio      | Brescia   | Mario Rigamonti        | 16 308   | Giuseppe Iachini (do 6.12. 2010) Mario Beretta (do 30.1. 2011) Giuseppe Iachini | Serie B          |
| Cagliari Calcio     | Cagliari  | Sant'Elia              | 23 486   | Pierpaolo Bisoli (do 15.11. 2010) Roberto Donadoni                              | 16.              |
| Calcio Catania      | Catania   | Angelo Massimino       | 23 420   | Marco Giampaolo (do 18.1. 2011) Diego Simeone                                   | 13.              |
| AC Cesena           | Cesena    | Dino Manuzzi           | 23 860   | Massimo Ficcadenti                                                              | Serie B          |
| ACF Fiorentina      | Florencie | Artemio Franchi        | 47 282   | Siniša Mihajlović                                                               | 11.              |
| Janov CFC           | Janov     | Luigi Ferraris         | 36 685   | Gian Piero Gasperini (do 8.11. 2010) Davide Ballardini                          | 9.               |
| UC Sampdoria        | Janov     | Luigi Ferraris         | 36 685   | Domenico Di Carlo (do 7.3. 2011) Alberto Cavasin                                | 4.               |
| US Lecce            | Lecce     | Via del Mare           | 33 876   | Luigi De Canio                                                                  | Serie B          |
| AC Milán            | Milán     | Giuseppe Meazza        | 80 074   | Massimiliano Allegri                                                            | Bronzová medaile |
| FC Inter Milán      | Milán     | Giuseppe Meazza        | 80 074   | Rafael Benítez (do 23.12. 2010) Leonardo                                        |                  |
| SSC Neapol          | Neapol    | San Paolo              | 60 240   | Walter Mazzarri                                                                 | 6.               |
| AS Řím              | Řím       | Olimpico               | 72 698   | Claudio Ranieri (do 20.2. 2011) Vincenzo Montella                               | Stříbrná medaile |
| SS Lazio            | Řím       | Olimpico               | 72 698   | Edoardo Reja                                                                    | 12.              |
| Juventus FC         | Turín     | Olimpico Grande Torino | 27 994   | Luigi Delneri                                                                   | 7.               |
| Parma FC            | Parma     | Ennio Tardini          | 27 906   | Pasquale Marino (do 3.4. 2011) Franco Colomba                                   | 8.               |
| US Città di Palermo | Palermo   | Renzo Barbera          | 37 242   | Delio Rossi (do 28.2. 2011) Serse Cosmi (do 3.4. 2011) Delio Rossi              | 5.               |
| Udinese Calcio      | Udine     | Friuli                 | 41 652   | Francesco Guidolin                                                              | 15.              |
| AC ChievoVerona     | Verona    | Marc'Antonio Bentegodi | 39 211   | Domenico Di Carlo                                                               | 14.              |

## Tabulka
| Poř. | Tým                 | Z  | V  | R  | P  | VG | OG | B   |
| ---- | ------------------- | -- | -- | -- | -- | -- | -- | --- |
| 1.   | AC Milán            | 38 | 24 | 10 | 4  | 65 | 24 | 82  |
| 2.   | FC Inter Milán      | 38 | 23 | 7  | 8  | 69 | 42 | 76  |
| 3.   | SSC Neapol          | 38 | 21 | 7  | 10 | 59 | 39 | 70  |
| 4.   | Udinese Calcio      | 38 | 20 | 6  | 12 | 65 | 43 | 66  |
| 5.   | SS Lazio            | 38 | 20 | 6  | 12 | 55 | 39 | 66  |
| 6.   | AS Řím              | 38 | 18 | 9  | 11 | 59 | 52 | 63  |
| 7.   | Juventus FC         | 38 | 15 | 13 | 10 | 57 | 47 | 58  |
| 8.   | US Città di Palermo | 38 | 17 | 5  | 16 | 58 | 63 | 56  |
| 9.   | ACF Fiorentina      | 38 | 12 | 15 | 11 | 49 | 44 | 51  |
| 10.  | Janov CFC           | 38 | 14 | 9  | 15 | 45 | 47 | 51  |
| 11.  | AC ChievoVerona     | 38 | 11 | 13 | 14 | 38 | 40 | 46  |
| 12.  | Parma FC            | 38 | 11 | 13 | 14 | 39 | 47 | 46  |
| 13.  | Calcio Catania      | 38 | 12 | 10 | 16 | 40 | 52 | 46  |
| 14.  | Cagliari Calcio     | 38 | 12 | 9  | 17 | 44 | 51 | 45  |
| 15.  | AC Cesena           | 38 | 11 | 10 | 17 | 38 | 50 | 43  |
| 16.  | Bologna FC 1909 1   | 38 | 11 | 12 | 15 | 35 | 52 | 42* |
| 17.  | US Lecce            | 38 | 11 | 8  | 19 | 46 | 66 | 41  |
| 18.  | UC Sampdoria        | 38 | 8  | 12 | 18 | 33 | 49 | 36  |
| 19.  | Brescia Calcio      | 38 | 7  | 11 | 20 | 34 | 52 | 32  |
| 20.  | AS Bari             | 38 | 5  | 9  | 24 | 27 | 56 | 24  |

Poznámky
- Z = Odehrané zápasy; V = Vítězství; R = Remízy; P = Prohry; VG = Vstřelené góly; OG = Obdržené góly; B = Body
- 1  Bologna FC 1909 přišla o 3 body za nezaplacení daní a mezd.

|  | Mistr ligy a Přímý postup do Ligy mistrů 2011/12 |
|  | Přímý postup do Ligy mistrů 2011/12              |
|  | Postup do play-off Ligy mistrů 2011/12           |
|  | Přímý postup do Evropské ligy UEFA 2011/12       |
|  | Postup do play-off Evropské ligy UEFA 2011/12    |
|  | Sestup do Serie B 2011/12                        |

## Střelecká listina
.
Nejlepším střelcem tohoto ročníku Serie A se stal italský útočník Antonio Di Natale. Hráč Udinese Calcio vstřelil 28 branek.
| P.  | Nár      | Hráč                 | Tým                           | Branky |
| --- | -------- | -------------------- | ----------------------------- | ------ |
| 1.  | Itálie   | Antonio Di Natale    | Udinese Calcio                | 28     |
| 2.  | Uruguay  | Edinson Cavani       | SSC Neapol                    | 26     |
| 3.  | Kamerun  | Samuel Eto'o         | FCInter Milán                 | 21     |
| 4.  | Itálie   | Alessandro Matri     | Cagliari Calcio + Juventus FC | 20     |
| 5.  | Itálie   | Marco Di Vaio        | Bologna FC 1909               | 19     |
| 6.  | Itálie   | Giampaolo Pazzini    | UC Sampdoria + FC Inter Milán | 17     |
| 7.  | Itálie   | Francesco Totti      | AS Řím                        | 15     |
| 8.  | Švédsko  | Zlatan Ibrahimović   | AC Milán                      | 14     |
| 8.  | Brazílie | Alexandre Pato       | AC Milán                      | 14     |
| 8.  | Brazílie | Robinho              | AC Milán                      | 14     |
| 11. | Itálie   | Antonio Floro Flores | Udinese Calcio                | 13     |

## Vítěz
| Serie A 2010/11 AC Milán (18. titul) |